# Nocturnus
A Nocturnus amerikai death metal zenekart két ex-Morbid Angel zenész, Mike Browning (dob/ének) és Sterling Von Scarborough (basszusgitár) hívta életre, miután Trey Azagthoth (a Morbid Angel gitáros) kirúgta őket azzal indokolva, hogy a két régi tag nem volt eléggé képzett az új dobos Pete Sandovalhoz és a szintén friss tag David Vincenthez (basszusgitár/ének) képest.

## Megalakulás
A két egykori tag Gino Marino gitárossal újjáalakította David Vincent zenekarát, az Opprobriumot (korábbi nevén Incubus), mely azonban csak nyolc hónapig működött. A Nocturnus nevet a Slayer 1985-ös Hell Awaits lemezének At Dawn They Sleep című klasszikusának egyik sora ihlette (Nocturnal Spectre Hiding From The Light). Browning a „nocturnal” szó latin megfelelőjéről nevezte el zenekarát. Ezután alakult ki az első stabil felállás: Browning, Marino, Richard Bateman (basszusgitár) és Vincent Crowley gitár.

## Történet
Első demójuk 1987-ben jelent meg Nocturnus címmel. Nem sokkal ezután Vincent kilépett és megalakította saját, Acheron nevű zenekarát, majd őt követte Bateman is. Helyükre Mike Davis gitáros és Jeff Estes basszusgitáros került. 1988 októberében vették fel a legendás The Silence Of Horror demót, immáron billentyűs hangszerek kíséretével (Jon Oliva a Savatage vezéralakja segítette ki őket a stúdióban). Erre a demóra figyelt fel az Earache Records és ajánlott kétlemezes szerződést a zenekarnak. 1990-ben jelent meg legfőbb művük, a The Key debütje. Itt már Marino helyén Sean McNennery játszik gitáron. A lemez teljesen egyedi volt, a már akkor is túltelített death metal piacon. Ebben a stílusban szokatlan sci-fi szövegeik és progresszív dalszerkezeteik teljesen újszerűnek hatottak, de a szintetizátor kiemelt szerepe sem volt megszokott a death metalban. A túlvilági atmoszférát tovább fokozták Browning brutális hangja és a percenként elővezetett technikás gitárszólók is. (A The Key B-oldala egy összefüggő sztori, amiben a főszereplő időgépet épít és visszamegy a nulladik évbe, hogy elpusztítsa a Messiást. A kulcs (the Key) azonban nem más mint az időgép elindításához szükséges kulcs.)
Az 1992-es Threshold lemezt már Chad Anderson basszusgitárossal rögzítették. Az lp szintén kivételes, klasszikus alkotás. Itt Browning már csak a dobolásra koncentrált, az éneket Dan Izzora bízta.
1993-ban Browningot kirúgták és nélküle vették fel egy kétszámos ep-t a Moribund Records-nál. Ezután 1999-ig nem jelentkeztek, amikor Browning nélkül tértek vissza, majd 2000-ben kiadták az Ethereal Tomb-ot a francia Season of Mist-nél. A lemez meg sem közelíti a régi klasszikusokat, valószínűleg emiatt oszlatták fel 2000-ben ismét – és valószínűleg örökre – magukat.
2015-ben újból összeálltak és a mai napig működnek.

## Diszkográfia
- 1987 Nocturnus (demo)
- 1988 The Science of Horror (demo)
- 1990 The Key
- 1992 Thresholds
- 1993 Nocturnus (EP) (EP)
- 2000 Ethereal Tomb
- 2004 The Nocturnus Demos (válogatás)
- 2004 Farewell to Planet Earth (DVD)
- 2019 Paradox